# Ontheroofs

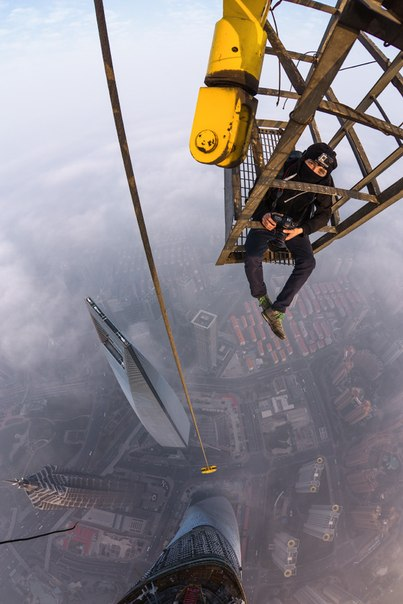
Sur la tour Shanghai en cours de construction en 2014. En arrière-plan, le Shanghai World Financial Center.

Ontheroofs est un projet de Vadim Makhorov et Vitaly Raskalov, un Ukrainien et un Russe, d'escalader les bâtiments les plus hauts du monde, des flèches de la cathédrale de Cologne à la tour Shanghai, en se photographiant et en se filmant en caméra subjective.

## Monuments escaladés
Le premier des édifices qu'ils ont escaladés a été le pont de Moscou à Kiev. Un des derniers est la tour de Shanghai.
| Monument                       | Ville          | Pays                |
| ------------------------------ | -------------- | ------------------- |
| Pont de Moscou (en)            | Kiev           | Ukraine             |
| Tour Choukhov                  | Moscou         | Russie              |
| Pyramide de Khéops             | Gizeh          | Égypte              |
| Ping An Finance Centre         | Shenzhen       | Chine               |
| Cathédrale de Cologne          | Cologne        | Allemagne           |
| Shimao International Plaza     | Shanghai       | Chine               |
| Burj Khalifa                   | Dubaï          | Émirats arabes unis |
| Christ Rédempteur              | Rio de Janeiro | Brésil              |
| Shun Hing Square               | Shanghai       | Chine               |
| Lotte World Tower              | Séoul          | Corée du Sud        |
| New World Centre               | Hong Kong      | Chine               |
| Tour Shanghai                  | Shanghai       | Chine               |
| China Online Centre            | Hong Kong      | Chine               |
| Église votive                  | Vienne         | Autriche            |
| Cathédrale Notre-Dame de Paris | Paris          | France              |